# 英國廣播公司蘇格蘭蓋爾語頻道

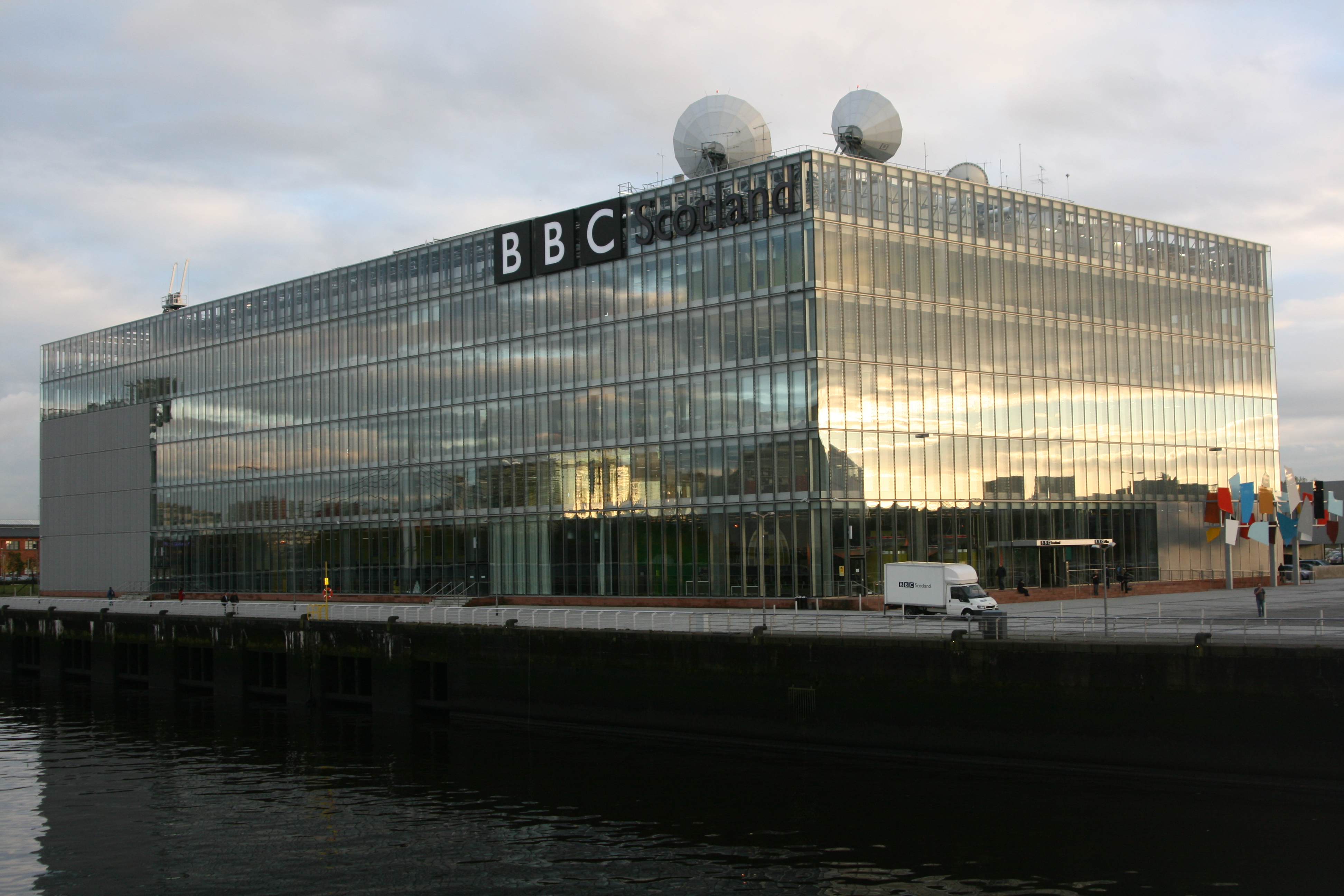
BBC苏格兰分部

英國廣播公司蘇格蘭蓋爾語頻道 ( 英語/蓋爾語：BBC Alba ) 是一个蘇格蘭蓋爾語為播放語言的電視頻道。该台于2008年9月19日英國時間晚上9時正式開台。该台是BBC与其他公司合作的第一个频道，也是苏格兰第一个苏格兰本土节目集中播出的频道。
蘇格蘭蓋爾語頻道每日播放7小时（下午5点至次日凌晨）。頻道由盖尔语媒体服务(Gaelic Media Service, MG ALBA) 和英國廣播公司共同撥款及營運。该频道与威爾斯第四台一样，是世界原住民廣電聯盟的英国国内成员。

## 节目內容
蘇格蘭蓋爾語頻道每日播放教育、少儿、体育赛事、娱乐、音乐、电视剧和直播新聞節目「全日新聞」 (An Là) ，收台时联播英国广播公司苏格兰英语电台 (BBC Radio Scotland) 节目。

## 亦見
- S4C(1982) - 威爾斯語電視頻道

## 外部連結
- 頻道官网